# Jerzy Jasiuk

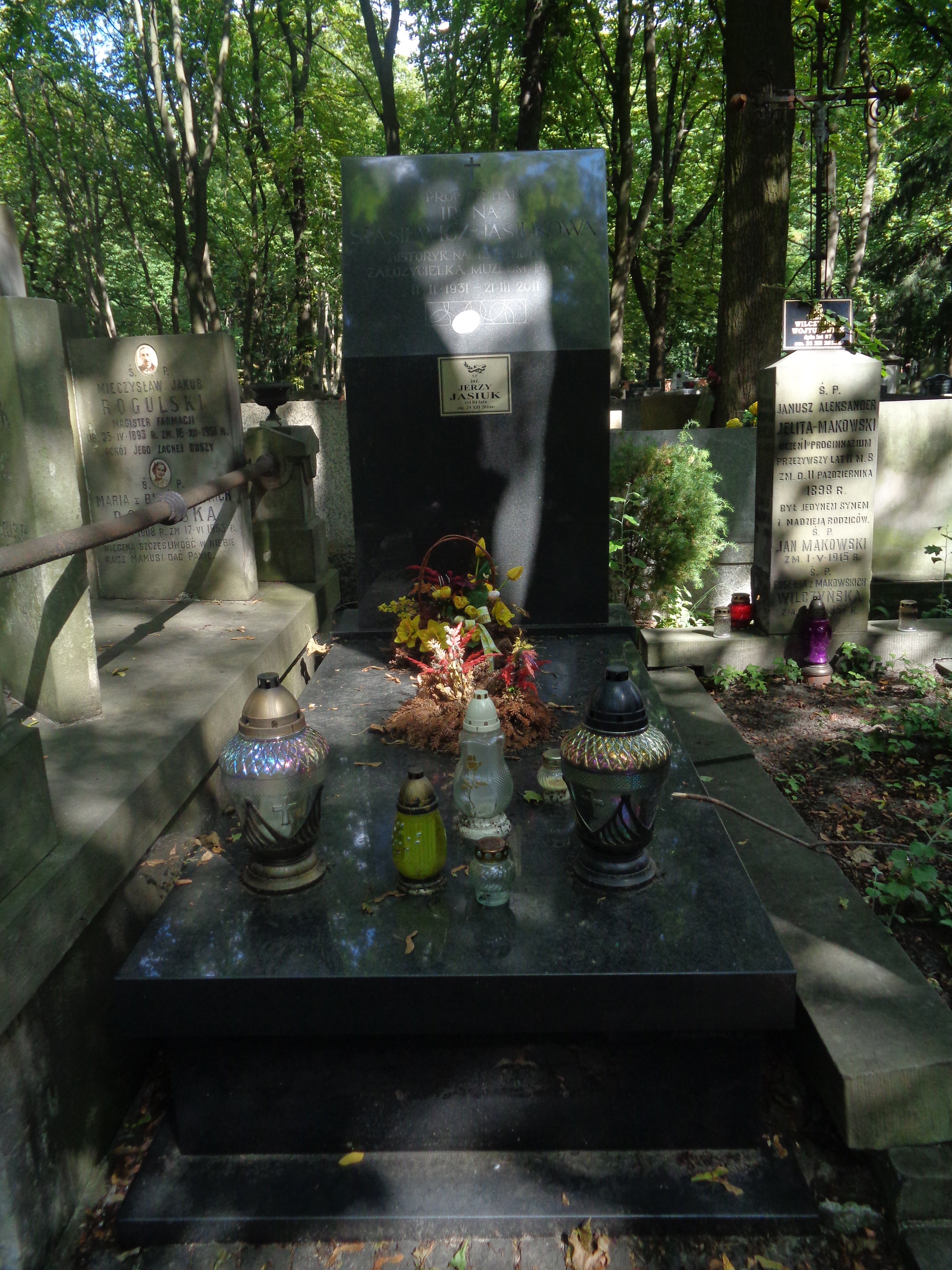
Grób Jerzego Jasiuka i Ireny Stasiewicz-Jasiukowej na cmentarzu Powązkowskim w Warszawie (kwatera 261-7-7, stan w dniu 25 lipca 2019)

Jerzy Jasiuk (ur. 4 kwietnia 1937 w Warszawie, zm. 25 grudnia 2016, tamże) – polski inżynier i muzealnik. W latach 1972–2013 dyrektor Narodowego Muzeum Techniki w Warszawie.

## Życiorys
Ukończył XXV Liceum Ogólnokształcące im. Józefa Wybickiego w Warszawie, był absolwentem Wydziału Budownictwa Lądowego Politechniki Warszawskiej, członkiem Stacji Naukowo-Badawczej Polskiej Akademii Nauk na terenie budowy Pałacu Kultury i Nauki w Warszawie. W latach 1972–2013 piastował funkcję dyrektora Muzeum Techniki NOT. Przyczynił się między innymi do powstania oddziałów terenowych Muzeum Techniki NOT, które stanowią Muzeum Zagłębia Staropolskiego w Sielpi, Kuźnia Wodna w Oliwie oraz Muzeum Starożytnego Hutnictwa Świętokrzyskiego w Nowej Słupi. W latach 2001–2005 i 2005–2009 był członkiem Rady Muzeum Historycznego m.st. Warszawy (obecnie Muzeum Warszawy), był również członkiem Zarządu Społecznego Komitetu Opieki nad Starymi Powązkami im. Jerzego Waldorffa, współzałożycielem Polskiego Towarzystwa Historii Techniki, wiceprezesem Towarzystwa Kultury Technicznej oraz współzałożycielem i członkiem Komitetu Głównego Olimpiady Wiedzy Technicznej.

## Odznaczenia
- Krzyż Kawalerski Orderu Odrodzenia Polski[11]
- Brązowy medal „Zasłużony Kulturze Gloria Artis” (2005)[12]
- Odznaka Honorowa Województwa Podlaskiego (2012)[13]
- Odznaka Honorowa NOT

## Publikacje
- J. Jasiuk: Kartki z dziejów techniki polskiej, Biblioteka Młodego Technika, Instytut Wydawniczy „Nasza Księgarnia”, 1983
- J. Jasiuk i J.Pazdur (praca zbiorowa): Muzea i zabytki techniki w Polsce, Wydawnictwa Naukowo-Techniczne Warszawa, 1970